# Museo Louis Braille
Il Museo Louis Braille è un museo di Milano facente parte dell'istituto dei ciechi della città lombarda.

## Descrizione
Il museo è dedicato al metodo di scrittura e lettura per punti a rilievo denominato Braille dal nome del suo ideatore, e destinato a ciechi e ipovedenti. Il metodo fu elaborato negli anni sessanta dell'Ottocento e fu adottato nel 1864 dall'Istituto dei ciechi di Milano in sostituzione dei caratteri a rilievo, unico metodo allora in uso in tutte le scuole. Il nuovo metodo ha consentito un accesso al testo scritto più diretto e rapido.
Si tratta quindi di un museo di storia della tiflologia, dei metodi di scrittura e lettura e dei sussidi didattici destinati nel corso degli ultimi due secoli allo studio e all'apprendimento da parte di studenti ciechi e ipovedenti.  Sono esposti libri e stampati in Braille, vari modelli di macchine da scrivere meccaniche per la scrittura di testi. Unitamente alle problematiche connesse all'accesso della lettura di testi, il museo presenta sussidi per la lettura delle partiture musicali.